# سریوژا هواکیمیان
سریوژا شامیری هواگیمیان (ارمنی: Սերյոժա Շամիրի Հովակիմյան؛  زادهٔ ۱۹۲۰ - درگذشته ۷ مهٔ ۱۹۴۵)، نویسنده و فرد نظامی اهل ارمنستان بود.

## زندگی‌نامه
وی در ۱۹۲۰ در روستای تاووش به دنیا آمد و در مدرسه برد تحصیل نمود. وی از سال ۱۹۳۹ عضو اتحادیه نویسندگان ارمنستان بود. و در ۷ مه ۱۹۴۵ در سن ۲۵ سالگی تیرباران شد.